# Бичок (притока Сухого Торця)
Бичо́к — річка в Україні, у межах Краматорського району Донецької та Ізюмського району Харківської області. Права притока Сухого Торця (басейн Сіверського Дінця).

## Опис
Довжина 26 км, площа водозбірного басейну 154 км². похил — 3,0 м/км. Долина переважно трапецієподібна, завширшки до 2 км (у середній течії). Заплава двобічна, завширшки 200 м. Річище помірно звивисте, завширшки до 10—15 м (на плесах). Влітку річище пересихає, утворюючи окремі плеса. Використовується на зрошення та побутові потреби, споруджено стави і невелике водосховище.

## Розташування
Бичок бере початок на схід від села Єлизаветівки. Тече переважно на північ. Впадає до Сухого Торця на схід від села Василівка Перша.

## Населені пункти
Над річкою розташовані такі села (від витоків до гирла): Некременне, Василівка Друга, Василівка Перша.